# En nombre del amor
En nombre del amor è una telenovela messicana, remake della precedente Catene d'amore (Cadenas de amargura), del 1991. Le trasmissioni sono cominciate in Messico il 13 ottobre del 2008.
È prodotta da Televisa, il più grande produttore al mondo di programmi in lingua spagnola.
La telenovela è la storia di Macarena (Victoria Ruffo) e Carlota (Leticia Calderón), sorelle che hanno sopportato molto dolore, solitudine e vergogna, perché si sono innamorate dello stesso uomo, Juan Cristóbal Gamboa (Arturo Peniche). L'infelice triangolo amoroso ha avuto un'enorme influenza sulla loro età adulta, lasciandole entrambe sole, considerate anormali per la loro età. Carlota ha ingannato sia Macarena che Cristóbal, dicendo sia alla sorella che all’uomo che erano morti. Di conseguenza, Cristóbal si innamorò di Natalia (un'amica della madre adottiva di Paloma), ma presto fu perseguitato dal suo passato che lo portò a lasciare Natalia all'altare il giorno del loro matrimonio. 
Allo stesso tempo seguiamo altri due personaggi: Paloma (Allisson Lozz) e Romina (Altair Jarabo), che sono due amiche che si conoscono da quando erano bambine. La loro amicizia attraversa molte difficoltà tipiche della giovinezza e ad un certo punto diventano addirittura rivali a causa del loro primo amore. 
Dopo aver perso i suoi genitori Javier (Eduardo Capetillo) e Sagrario (Bibi Gaytán) in un tragico incidente automobilistico (durante il quale stavano tornando dal breve matrimonio di Cristóbal e Natalia), Paloma è costretta a trasferirsi con le sue due zie nubili, Macarena e Carlota. Macarena è amorevole, gentile e stabilisce un rapporto molto stretto e caloroso con sua nipote. Carlota, invece, ha un carattere autoritario e intenzioni crudeli. Sembra che le piaccia rendere infelice la vita di Paloma. Ma entrambe le zie custodiscono un segreto di famiglia che potrebbe cambiare per sempre la vita di Paloma. Quando Paloma incontra Iñaki (Luis Hacha), crede che sia il suo primo e unico vero amore. Iñaki è il figlio di genitori divorziati Alonso e Carmen. È anche il figliastro di Natalia (la stessa Natalia che Cristóbal rifiutò di sposare anni fa), che aveva sposato Alonso e aveva avuto una figlia con lui che Natalia chiamò Sagrario in memoria della sua amica. Presto Paloma progetta di sposarlo, ma sua zia Carlota fa tutto il possibile per rompere la loro relazione. Paloma e Iñaki all'inizio pianificano di scappare in Spagna, ma dopo che Paloma ha un incubo sulla morte di Macarena, convince Inaki a riportarla al Real del Monte, ma i due subiscono un incidente d'auto e la vita di Paloma viene salvata quando Emiliano (Sebastian Zurita), un amico di Inaki dona il suo sangue a Paloma. Macarena ringrazia Emiliano per averlo fatto e dice che per lei è come un angelo custode. Sebbene Paloma creda che Carlota non voglia che lei sposi Inaki, Carlota dice a Paloma che ha il permesso di sposarlo. 
Tuttavia, dopo che Paloma e Iñaki sono stati dimessi dall'ospedale, organizzano una festa per celebrare il loro imminente matrimonio. Carlota ha comprato la belladonna e avvelena Inaki mettendola nella sua coppa durante lo champagne party. Il ragazzo si ammala sempre di più. Il giorno successivo, quando dovrebbe aver luogo il matrimonio, una volta che Emiliano informa Paloma di questo, lei è isterica ed Emiliano porta Paloma a casa di Inaki, dove questi muore con Paloma al suo fianco. Dopo questa tragedia Paloma pensa che non troverà mai più l'amore. Ma poi Emiliano appare nella sua vita per cambiarla in meglio. Emiliano e Paloma si innamorano, ma il problema è che lui è il fidanzato di Romina e anche oggetto dell'odio di Carlota, che rende impossibile il loro amore.
Tempo dopo, Arcadia (la cameriera della famiglia di Inaki) chiama Carlota e le dice che la sospetta di aver ucciso Inaki, e la ricatta chiedendo soldi. Una notte, Carlota e Arcadia si incontrano su una strada dove Carlota dà i soldi ad Arcadia, e poi la uccide colpendola con la sua macchina, gettando poi il suo corpo ormai senza vita fuori strada. Qualche tempo dopo, Cristobal (ora prete) arriva al Real del Monte e un giorno, dopo aver parlato con Paloma, scopre che Macarena è viva e la incontra in ospedale. Dopo una riunione in lacrime, questo fa inasprire i rapporti tra Carlota e Macarena dove durante una discussione viene rivelato che Paloma è in realtà la vera figlia di Macarena. Paloma viene a conoscenza di questa rivelazione e si arrabbia con Macarena e inizialmente scappa di casa, ma poi ritorna e accetta la verità. 
Macarena e Cristobal continuano a trascorrere del tempo insieme, finché alla fine una notte Cristobal si propone a Macarena. Macarena accetta la sua proposta e Cristobal progetta quindi di lasciare il sacerdozio. Tuttavia, durante una conversazione telefonica tra i due un giorno, Carlota viene a sapere dei loro piani e finisce per arrabbiarsi molto con la sorella. Carlota infuriata spinge Macarena attraverso un vetro simile a una finestra al secondo piano e Macarena cade morendo, ma non subito. In ospedale, i medici tentano di salvarle la vita, ma alla fine soccombe alle ferite causate da Carlota e muore con Paloma e Cristobal al suo fianco. Paloma in seguito vuole sapere chi è il suo vero padre, ma Carlota assume un attore per fingere di essere il suo vero padre, e Paloma inizia a dubitare molto. Romina nel frattempo tradisce Emiliano con il fidanzato della sua nemica Lilliana, German Altamirano, e ne diventa anche l'amante. Comincia a ingannare Paloma dopo aver sorpreso il suo bacio Emiliano un giorno per strada. Quando Romina rimane incinta del figlio di German, inganna tutti dicendo che Emiliano è il padre. Romina fa fare un test del DNA per vedere chi è il padre del suo bambino non ancora nato e si allea con Carlota per alterare i risultati, così può sposare Emiliano. Ha successo e Paloma viene strappata via da Emiliano per questo e crede che non troverà mai più l'amore. Emiliano nel frattempo è costretto a sposare Romina, e il giorno delle nozze Romina rischia di subire un aborto spontaneo, ma viene salvata in tempo dai medici. Le nozze si svolgono sul letto su cui è sdraiata Romina, ed Emiliano accetta casualmente di essere il marito di Romina anche se vorrebbe non averlo fatto. 
Nel frattempo, Paloma incontra un uomo di nome Gabriel Lizarde, che le salva la vita dopo essere saltato dal balcone di una chiesa. La introduce all'arte e presto diventa il suo insegnante di pittura. Paloma incontra anche il padre di Gabriel, Eugenio, che è un avvocato. Ben presto i due ragazzi sviluppano un'attrazione improvvisa l'uno per l'altro, con grande gelosia di Emiliano mentre cerca costantemente di riconquistare il suo cuore. Gabriel ha una grave condizione cardiaca e potrebbe morire presto, ma nasconde la sua malattia a tutti, specialmente a Paloma. Più tardi, quando il padre di Inaki, Alonso, riceve una lettera dalla nipote di Arcadia, la legge ed è dalla defunta Arcadia che ha detto di sospettare che Carlota avesse ucciso Inaki. Un Alonso arrabbiato rapisce Carlota e tenta di avvelenarla a morte con la sua stessa belladonna. Quando ha quasi successo, Carlota fugge dal suo posto in ostaggio. Nonostante il suo stato di stordimento, colpisce Alonso alla testa con un bastone e poi lo spinge verso la traiettoria di un camion in arrivo, che investe Alonso uccidendolo. Carlota incolpa Cristobal e Natalia per il crimine. Vengono imprigionati in una prigione a Pachuca e Cristobal viene espulso dal sacerdozio. Durante il periodo del carcere di Cristobal, la sua madre scomparsa da tempo Madeline Marcell Gamboa fa visita e Cristobal non è molto felice di vederla perché lo ha abbandonato da bambino. Dopo che Cristobal e Natalia hanno dimostrato di essere innocenti di omicidio, vengono rilasciati dalla prigione, dove alla fine Cristobal torna al sacerdozio. Cristobal e Madeline si riconciliano in lacrime dopo che Cristobal scopre il vero motivo per cui Madeline lo ha abbandonato da bambino, e i due sviluppano un legame madre e figlio. 
La madre di Emiliano, Diana, ha avuto in passato una relazione con Orlando Ferrer. Orlando è il capo di Emiliano e sebbene si credesse che Rafael fosse il vero padre di Emiliano, Orlando in seguito rivela a Emiliano di essere il suo vero padre mandando Emiliano in uno stato di incredulità. Ma presto accetta la verità. La madre di Romina, Camila, ha frequentato Rafael Saenz per qualche tempo, ma presto lo lascia per Orlando Ferrer e lo sposa. Tuttavia, dopo che Camila scopre che Orlando l'ha tradita con la sua ex fidanzata Angelica, minaccia il divorzio, ma Orlando dice che ci vorrà un anno prima che il divorzio sia finalizzato. Romina dà alla luce un figlio piccolo, ma presto Emiliano inizia a dubitare che il figlio di Romina sia suo e vuole il divorzio, ma Romina non ne vuole sapere. Emiliano alla fine lascia Romina che trova il suo posto dove vivere, e presto dice a un medico che vuole un altro test del DNA. Paloma e Rufi (la domestica) alla fine pianificano di lasciare il Real del Monte con il dottor Bermúdez. Carlota gli spara prima che possano andarsene e così sono costretti a restare ancora una volta al Real del Monte. Nel frattempo, Samuel (il padre di Romina) tenta di derubare Camila, ma viene fermato da Rafael che la salva da lui. Quindi Samuel viene arrestato e condannato a 15 anni di carcere. 
Madeline incontra presto Paloma e si convince che assomiglia quasi a quando era giovane e chiede a Cristóbal di scoprire se è il vero padre di Paloma. Dopo aver scoperto che l'uomo che Carlota aveva assunto per fingere di essere il padre di Paloma non è il suo vero padre, i due affrontano Carlota e Cristóbal le conferma finalmente che l'attore che ha assunto non è il vero padre di Paloma e che è il suo vero padre. Un giorno, mentre sono in chiesa, Cristobal e Paloma si incontrano e lui le dice di essere il suo vero padre e i due si abbracciano in lacrime. Paloma apprende presto da Cristóbal di come Carlota abbia ingannato lui e Macarena quando era viva e Paloma decide finalmente che ne ha avuto abbastanza di Carlota e delle sue bugie e alla fine se ne va di casa con Cristóbal e Rufi. Paloma e Gabriel si sono innamorati, ma Paloma non riesce a dimenticare i suoi sentimenti per Emiliano. Hanno in programma di sposarsi presto. Carlota dice a Eugenio che vuole che Paloma venga a casa sua per un piccolo "incontro" e Paloma accetta con riluttanza di andare a casa di Carlota. Lì, le cose vanno fuori controllo e Carlota cerca di uccidere Paloma. Mentre lo fa, confessa ogni crimine che abbia mai commesso. Dopo aver scoperto che Carlota ha ucciso Iñaki e soprattutto Macarena, Paloma è scioccata e spaventata e inizia a chiamare Carlota un'assassina. Cerca di salvarsi da Carlota e in questo momento Cristóbal, Rufi, Eugenio e Gabriel irrompono dalla porta sul retro. Carlota cerca di spingere Paloma oltre la tromba delle scale, ma Paloma si abbassa e Carlota finisce per scavalcare lei stessa la tromba delle scale e perde i sensi. Una Paloma scioccata e rattristata racconta a tutti degli omicidi confessati da Carlota e dice loro di aver ucciso Iñaki, Arcadia, Alonso, Macarena e il dottor Bermúdez, ma Eugenio rivela che il dottor Bermúdez è vivo e sotto la protezione dei testimoni. 
Carlota viene portata in ospedale, dove finge di essere paralizzata. Ci sono agenti fuori dalla sua stanza d'ospedale pronti a portarla in prigione non appena sarà dimessa dall'ospedale. Romina nel frattempo si deprime, lascia il bambino con Camila, e lascia iReal del Monte. Mentre corre in macchina con un altro ragazzo, finisce per avere un incidente d'auto grave, ma fortunatamente viene salvata in tempo dai vigili del fuoco. Dopo questa esperienza traumatica, Romina decide di fare la mamma a tempo pieno, alla fine firma le carte del divorzio di Emiliano e gli concede la libertà. Pochi giorni prima del matrimonio tra Paloma e Gabriel, Gabriel scopre che a causa delle sue condizioni cardiache gli resta solo un mese di vita. Il giorno del matrimonio e davanti agli invitati al matrimonio, Gabriel dice a Paloma che non può sposarla a causa della sua malattia ed Emiliano prende il posto di Gabriel come sposo. Gabriel lo approva, poiché sa che Paloma ama Emiliano da tempo. Cristóbal è il reverendo al matrimonio di Paloma ed Emiliano, e così si sono finalmente sposati. All'indomani del matrimonio, Carlota dopo essere scappata dall'ospedale, estrae una pistola e tenta di uccidere Paloma, ma Gabriel si mette davanti a Paloma e viene colpito al petto due volte. Muore tra le braccia di Eugenio, Paloma ed Emiliano. Cristóbal e gli altri sacerdoti inseguono Carlota sul tetto della chiesa. Quando Carlota cerca di sparare di nuovo a Paloma, Cristóbal la ferma, Carlota scivola e cade dalla chiesa a terra, apparentemente morta. 
Diversi giorni dopo, Cristóbal diventa vescovo. Carlota è sopravvissuta alla caduta, ma è su una sedia a rotelle semiparalizzata e trascorre il resto della sua vita in un carcere femminile per tutti i suoi crimini. Romina e Germán finiscono insieme come una famiglia felice con il loro bambino. Camila e Rafael sono insieme felici come sempre, così come Orlando e Angélica. La telenovela si conclude con Emiliano e Paloma presso la fontana del Real del Monte, che rievocano il momento in cui si dissero di amarsi, prima di scambiarsi finalmente un bacio. 